# Колгейт, Стирлинг
Стирлинг Очинклосс Колгейт (англ. Stirling Auchincloss Colgate; 14 ноября 1925, Нью-Йорк, Нью-Йорк — 1 декабря 2013, Лос-Аламос, Нью-Мексико) — американский физик, член Национальной академии наук США.

## Ранние годы и образование
Колгейт родился в Нью-Йорке в 1925 году в семье Генри Очинклосса и Жанетт Тербер (урождённая Прюин) Колгейт. Он посещал Школу-ранчо Лос-Аламос до 1942 года. В следующем году он поступил в Корнеллский университет, чтобы изучать электротехнику.
В 1944 году Колгейт поступил на службу в торговый флот. После атомной бомбардировки Хиросимы капитан корабля, на котором служил Колгейт, попросил Колгейта «рассказать нам, что это значит». В то время все данные о ядерном оружии были строго засекречены.
После демобилизации в 1946 году Колгейт вернулся в Корнеллский университет, где получил степень бакалавра наук в 1948 году и докторскую степень по ядерной физике в 1951 году. Затем он занял должность научного сотрудника Калифорнийском университете в Беркли.

## Разработка водородной бомбы
В 1952 году он перешёл в созданную Эдвардом Теллером при поддержке ВВС США Ливерморскую национальную лабораторию. Лаборатория была создана, чтобы развивать оружейные разработки Лос-Аламосской национальной лаборатории. Для разработки водородной бомбы Теллер поручил Колгейту диагностические измерения ядерных испытаний.
Колгейт изучил радиоактивные продукты взрыва, которые были извлечены из атмосферы специально сконструированным самолётом. Его второй работой было измерение диапазона энергии нейтронов и гамма-лучей более высокой частоты, создаваемых ядерными испытаниями.
Работа Колгейта требовала, чтобы он перемещался между Ливермором и Лос-Аламосом. Во время одной поездки в Лос-Аламос он познакомился с Субраманьяном Чандрасекаром, с которым работал позднее.
В 1954 году Колгейт участвовал в термоядерном испытании Касл Браво, его работа, как и ранее, включала в себя отбор атмосферных проб.

## Более поздняя карьера
С 1956 года Колгейт и его коллега Монтгомери Х. Джонсон занимались исследованиями радиации и остатков от ядерных испытаний в космосе. Это вызвало у них интерес к механизму возникновения сверхновых звёзд. На этапе компьютерного моделирования процессов в сверхновой звезде к ним присоединился Ричард Уайт. Результаты этих астрофизических исследований были опубликованы под редакцией Чандрасекара в 1966 году.
В 1959 году по рекомендации Лос-Аламосской и Ливерморской национальных лабораторий Государственный департамент США нанял Колгейта в качестве научного консультанта на переговорах о запрещении ядерных испытаний в Женеве. Там Колгейт предложил обнаружение ядерных испытаний с помощью разведывательных спутников, в частности спутников Vela. Однако он также поднял вопрос о возможности ложных тревог, вызванных сверхновыми.
Несмотря на призыв Теллера исследовать взрыв советской 50-мегатонной Царь-бомбы, Колгейт решил продолжить свои предыдущие исследования сверхновых.
Колгейт продолжал служить президентом Технологического института Нью-Мексико в Сокорро, штат Нью-Мексико, с начала 1965 года до конца 1974 года. Находясь там, он проводил исследовательские программы в области астрофизики и физики атмосферы.
С 1975 года до своей смерти Колгейт работал в Лос-Аламосской национальной лаборатории (LANL) и был почётным профессором Технологического института Нью-Мексико. Он продолжил свои исследования сверхновых и получил медаль Лос-Аламоса от LANL в 2006 году. У Колгейта была специально спроектированная лаборатория в технологическом городке Нью-Мексико, где он продолжал свои исследования до середины 2013 года, когда он прекратил работу из-за ухудшения состояния здоровья.
В 1984 году Колгейт стал соучредителем Института Санта-Фе.